# Grevillea bipinnatifida
Grevillea bipinnatifida, también conocida  como "fuchsia grevillea", es un arbusto endémico del oeste de Australia. Principalmente en los alrededores de Perth en zonas de granitos, colinas o áreas planas con mal drenaje.

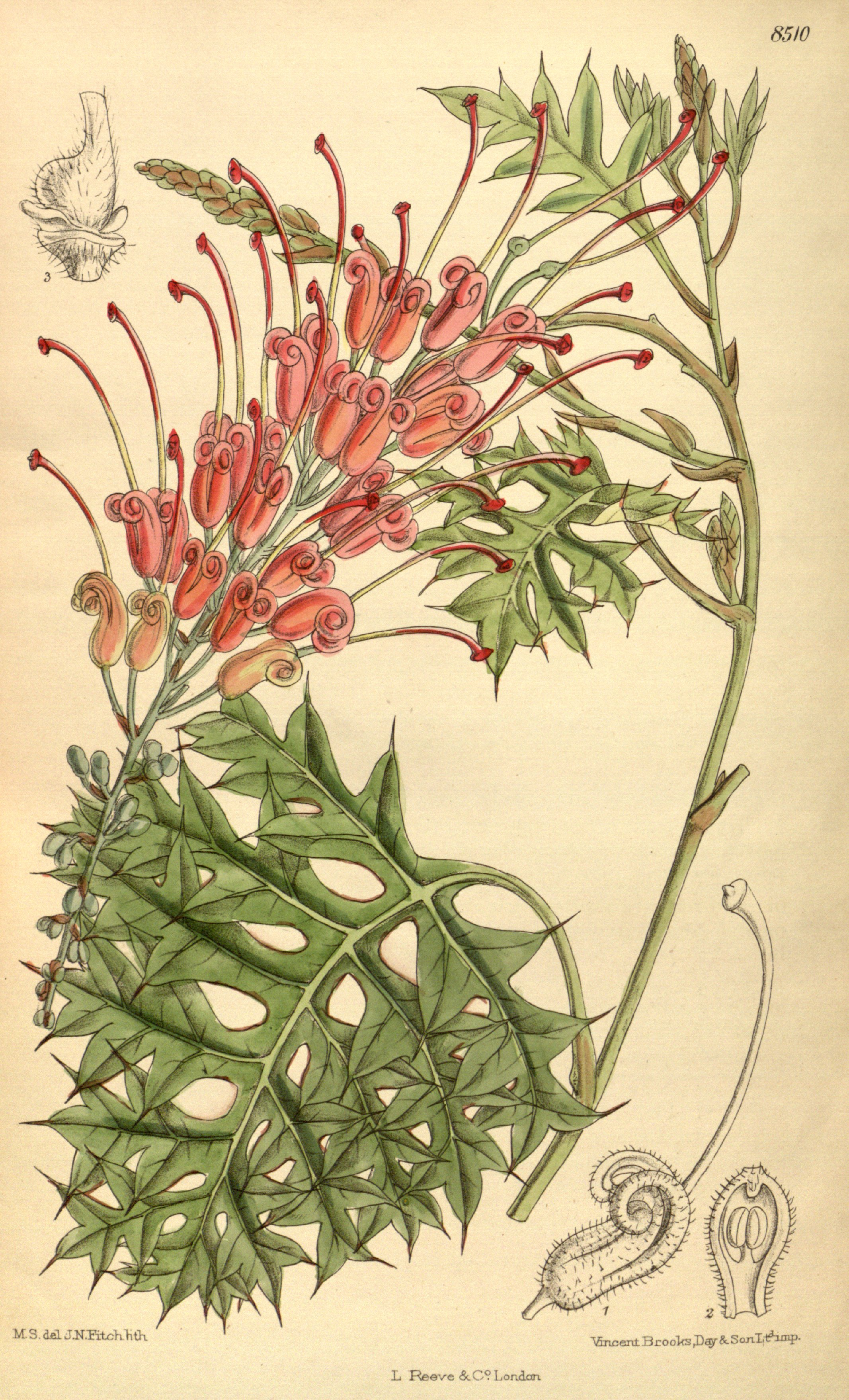
Ilustración

## Características
Esta especie es un arbusto extendido que alcanza 1 metro de altura. Tiene flores de color rojo o naranja que se producen en el temprano otoño o mediados de verano.

## Taxonomía
Las especie fue descubierta en 1830 por el botánico Robert Brown y publicado en Prodromus Florae Novae Hollandiae 23, en el año 1810.
Subespecies
Tiene dos subespecies reconocidas:
- Grevillea bipinnatifida R.Br. subsp. bipinnatifida
- Grevillea bipinnatifida subsp. pagna Cranfield

Etimología
Grevillea, el nombre del género fue nombrado en honor de Charles Francis Greville, cofundador de la Real Sociedad de Horticultura. 
 bipinnatifida:  bot. bipinnatifida, aplicado a una hoja pinnada y cuyas partes están divididas en pinnas.

## Cultivos
Un gran número de cultivos híbridos tienen como madre a Grevillea bipinnatifida. Estos incluyen un número de híbridos con Grevillea banksii incluyendo:
- G.'Cocunut Ice'
- G. 'Peaches and Cream'
- Grevillea Robyn Gordon
- Grevillea Superb